# WxDownload Fast
wxDownload Fast (também conhecido como wxDFast) é um gerenciador de downloads de código aberto. Ele foi criado para ser multiplataforma, por isso ele é compatível com Windows (2000, XP), Linux e Mac OS X. Além disso, ele é um gerenciador de downloads multithreaded. Isto significa que ele pode quebrar um arquivo em várias partes e baixá-las simultaneamente, juntando-as novamente no final.
Criado em C++ usando a biblioteca wxWidgets (wxWindows), o wxDownload Fast pode ser compilado facilmente usando o MinGW e o MSVC. Com isso é possível compilá-lo apenas com ferramentas de código aberto.

IMPORTANTE: Existe um malware usando o nome wxdownload (ou wxdownloadmanager). O site usa alguns dos textos e figuras do programa original. Os arquivos do programa original estão sempre hospedados em SourceForge.net

## Características
- Permite realizar o download de vários arquivos simultaneamente, e ainda dividi-los em várias partes.
- Permite agendar downloads.
- Permite organizar os arquivos já baixados.
- Permite continuar um download interrompido do ponto onde parou.
- Mostra as mensagens enviadas/recebidas pelo programa quando conectado aos servidores HTTP/FTP ou ainda para downloads locais (file://). Ainda não suporta servidores HTTPS.
- Pode ser traduzido com facilidade para qualquer idioma. Estando disponível em português (Brasil), espanhol, inglês e alemão.
- Permite conectar à servidores FTP (apenas FTP e não HTTP) que necessitam de senha.
- Gera o MD5 dos arquivos baixados facilitando assim a verificação dos mesmos.
- Suporte a arquivos metalink.